# 中国人民解放军第二十三师
中国人民解放军第二十三师，是中国人民解放军曾经的一个师。
1949年1月，由西北野战军第8纵队14旅改称中国人民解放军第8军23师，下辖第67、第68、第69团，师长罗斌，政委姜文华。其前身是1948年9月组建的晋绥军区独立第14旅。该师曾参加解放大同的作战， 1949年11月并入第22师，番号撤销。